# Staying at Tamara's
Albums de George Ezra
Wanted on Voyage
(2014) Gold Rush Kid
(2022)
Staying at Tamara's est le deuxième album studio du chanteur britannique George Ezra, sorti en 2018.

## Écriture et sortie
En 2014, George Ezra sort l'album Wanted on Voyage qui connaît un important succès et devient le troisième album le plus vendu de l'année 2014 au Royaume-Uni. Alors que ce premier album évoque les envies de voyage d'Ezra, son second album parle de son séjour à Barcelone, où il trouve l'inspiration dans un Airbnb bohème. Il passe en effet un mois dans l'appartement d'une certaine Tamara,. Les premières chansons de l'album (Shotgun et Pretty Shining People) sont écrites sur la colline de Montjuïc.
Après Barcelone, Ezra écrit plusieurs titres dans le Sud de l'Angleterre et au Pays de Galles. Le morceau Get Away évoque ses problèmes d'anxiété après la tournée de promotion de son premier album. L'album est enregistré dans les mêmes conditions que Wanted on Voyage : dans le même studio, le Voltaire Studio à Clapham, avec le même producteur, Cam Blackwood (en), et le même co-auteur, Joel Pott (en),.
En 2017, Ezra sort le morceau Don't Matter Now, le premier extrait de son nouvel album. Malgré une large diffusion dans les médias, le single ne connaît pas le succès, ne se classant que dans le top 70 britannique. La sortie du deuxième album est alors reportée de fin 2017 à 2018. L'album Staying at Tamara's sort finalement le 23 mars 2018.

## Titres
| No  | Titre                         | Auteur                                | Durée |
| --- | ----------------------------- | ------------------------------------- | ----- |
| 1.  | Pretty Shining People         | George Ezra                           | 3:32  |
| 2.  | Don't Matter Now              | George Ezra et Joel Pott              | 2:56  |
| 3.  | Get Away                      | George Ezra et Joel Pott              | 2:34  |
| 4.  | Shotgun                       | George Ezra, Joel Pott et Fred Gibson | 3:21  |
| 5.  | Paradise                      | George Ezra                           | 3:42  |
| 6.  | All My Love                   | George Ezra et Joel Pott              | 2:40  |
| 7.  | Sugarcoat                     | George Ezra et Joel Pott              | 3:22  |
| 8.  | Hold My Girl                  | George Ezra et Joel Pott              | 3:31  |
| 9.  | Saviour (feat. First Aid Kit) | George Ezra et Joel Pott              | 3:32  |
| 10. | Only a Human                  | George Ezra et Joel Pott              | 3:34  |
| 11. | The Beautiful Dream           | George Ezra et Joel Pott              | 4:29  |

## Critiques et réception

### Accueil du public
La semaine de sa sortie, l'album entre directement en première position des charts anglais et met fin à onze semaines de domination de la bande originale de The Greatest Showman. Avec 63 000 exemplaires, l'album réalise alors la meilleure sortie de l'année.
Les singles Paradise et Shotgun, sortis en 2018, atteignent respectivement la deuxième et la première de classements anglais.

### Classements
| Classement (2018)             | Meilleure place |
| ----------------------------- | --------------- |
| Allemagne (Media Control AG)  | 10              |
| Australie (ARIA)              | 7               |
| Autriche (Ö3 Austria Top 40)  | 6               |
| Belgique (Flandre Ultratop)   | 21              |
| Belgique (Wallonie Ultratop)  | 50              |
| Canada (Canadian Albums)      | 22              |
| Danemark (Tracklisten)        | 7               |
| Écosse (OCC)                  | 1               |
| Espagne (Promusicae)          | 99              |
| États-Unis (Billboard 200)    | 68              |
| France (SNEP)                 | 20              |
| Irlande (IRMA)                | 2               |
| Italie (FIMI)                 | 57              |
| Norvège (VG-lista)            | 31              |
| Nouvelle-Zélande (RIANZ)      | 8               |
| Pays-Bas (Mega Album Top 100) | 7               |
| Tchéquie (IFPI)               | 23              |
| Royaume-Uni (UK Albums Chart) | 1               |
| Suède (Sverigetopplistan)     | 25              |
| Suisse (Schweizer Hitparade)  | 6               |